# Accademia Marchigiana di Scienze, Lettere ed Arti
L'Accademia Marchigiana di Scienze, Lettere ed Arti - Istituto Culturale Europeo è una organizzazione senza fini di lucro istituita originariamente con la denominazione di Istituto Marchigiano di Scienze, Lettere ed Arti, con Regio Decreto n. 780 del 1º Maggio 1925 pubblicato sulla Gazzatta Ufficiale del Regno d'Italia n. 129 del 4 Giugno 1925.  La nascita dell’ente si deve principalmente a Giovanni Crocioni, che ne fu Presidente dalla data di costituzione fino alla sua morte nel 1954, ed è frutto di un dibattito culturale durato oltre un ventennio nell’ambito della Deputazione di Storia Patria delle Marche.
L’Accademia ha sede presso il Polo di Economia dell’Università Politecnica delle Marche, nell’edificio ottocentesco dell’ex Caserma Villarey, in Piazzale Martelli, n. 8 Ancona, capoluogo della regione Marche.
Il fine statutario dell’Accademia è quello di svolgere attività utili allo sviluppo e alla diffusione del sapere e della conoscenza in ogni loro forma e di promuovere lo studio, la tutela e la valorizzazione dei beni culturali ed ambientali della regione e del paese. A questo scopo, l’Accademia organizza eventi culturali, mostre, convegni e conferenze aperti al pubblico, mette a disposizione la propria biblioteca, collabora con enti pubblici e privati che condividono gli stessi fini e pubblica atti e memorie con il contributo dei soci e di altri studiosi.